# Lilienfelder Concordantiae caritatis

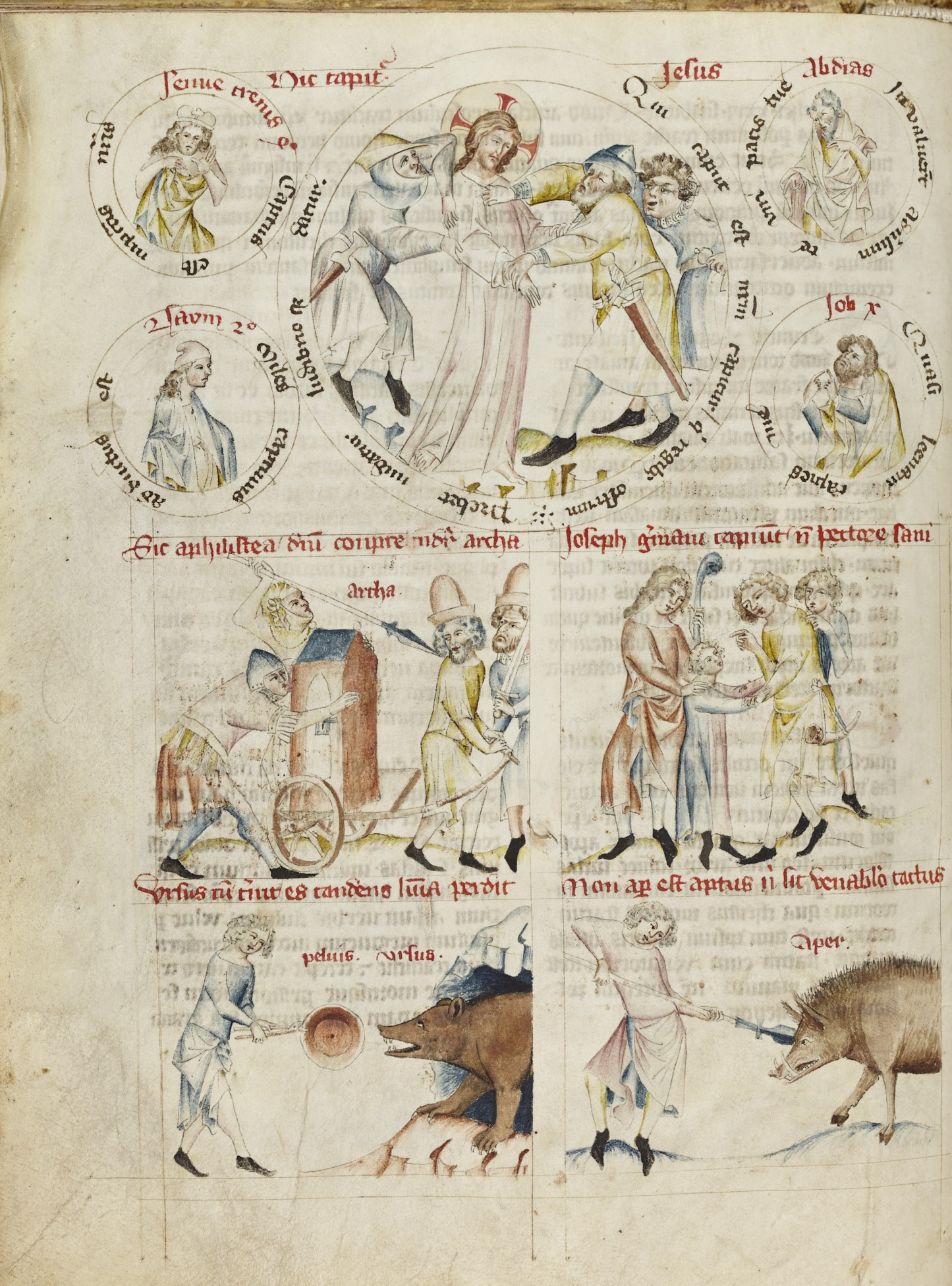
Lilienfelder Concordantiae caritatis (CLi 151) fol. 80v. Gefangennahme Christi

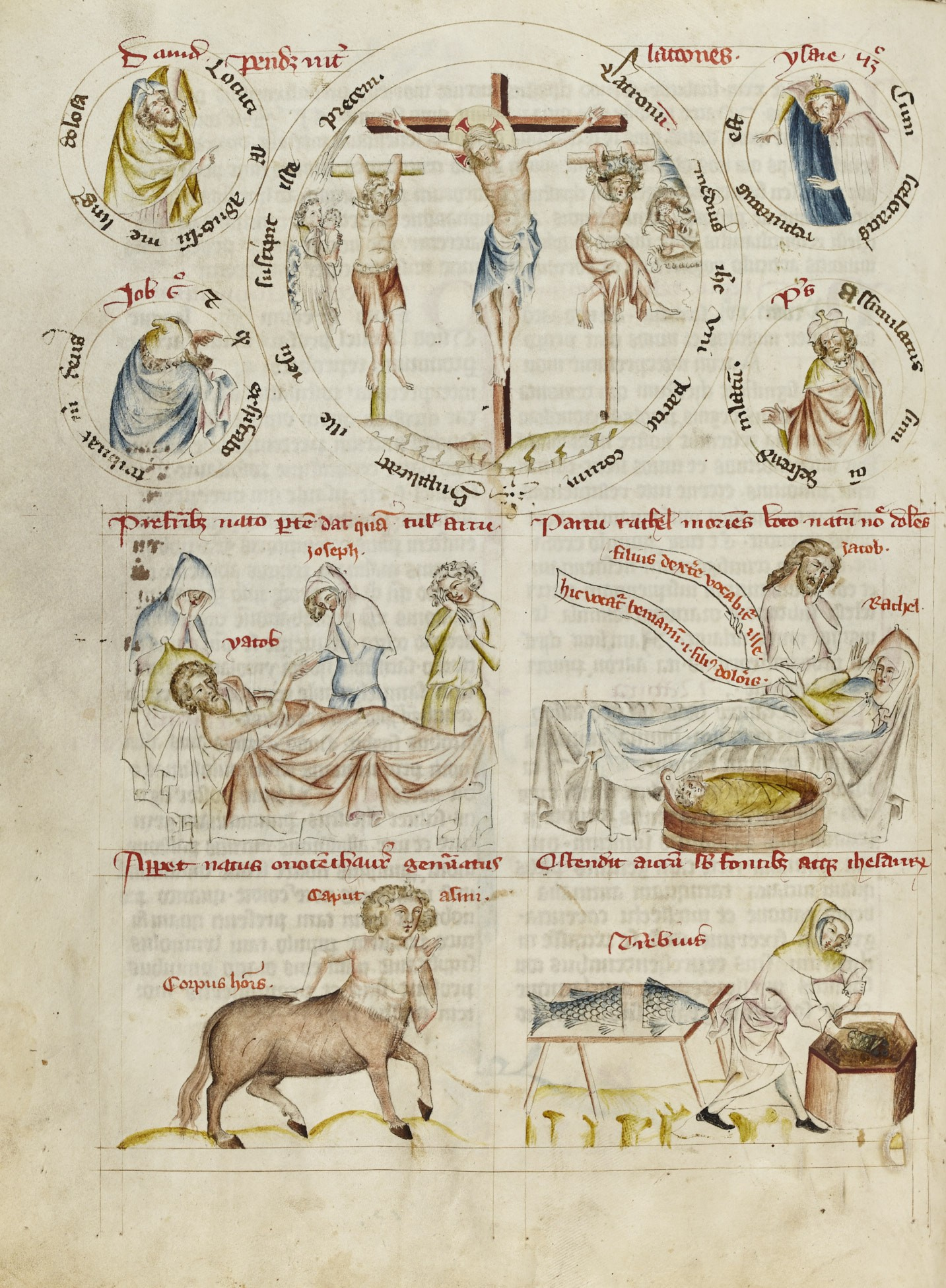
Lilienfelder Concordantiae caritatis (CLi 151) fol. 96v. Der gekreuzigte Christus und die beiden Schächer; links unten der Eselskentaur

Die Lilienfelder Concordantiae caritatis ist eine Handschrift, die unter der Signatur CLi 151 in der Bibliothek des Stiftes Lilienfeld in Niederösterreich aufbewahrt wird. Sie enthält die Concordantiae caritatis, ein typologisches Werk des Ulrich von Lilienfeld, der bis 1351 Abt des Zisterzienser-Stiftes war. Das Werk entstand in den Jahren nach seinem Rücktritt als Abt. Es ist in lateinischer Sprache verfasst, enthält jedoch einige kürzere Abschnitte und zeitgenössische Erläuterungen in mittelhochdeutscher Sprache.
Auf etwa 250 ganzseitigen kolorierten Federzeichnungen mit mehr als 1000 Einzelszenen und gegenüberliegenden Erläuterungen entwirft Ulrich ein umfangreiches typologisches Bild- und Textprogramm. Die Handschrift wurde wahrscheinlich unter der Aufsicht und möglicherweise auch der eigenhändigen Mitarbeit Ulrichs hergestellt.
Die Lilienfelder Concordantiae caritatis diente als direkte oder indirekte Vorlage für sieben weitere illuminierte Handschriften des 14. und 15. Jahrhunderts sowie zahlreiche reine Texthandschriften, die die Concordantiae ganz oder teilweise überliefern. Die Handschrift wurde 2018 in das Nationale Dokumentenerberegister Memory of Austria der UNESCO aufgenommen.

## Aufbau der typologischen Inhalte
Alle 245 erhaltenen (von ursprünglich 248) typologischen Darstellungen folgen demselben Schema: Szenen aus dem Alten Testament (dem Typus) werden Begebenheiten aus dem Leben Christi, der Apostel und Heiligen (dem Antitypus) gegenübergestellt. Neben den Werken seines älteren Mitbruders Christian von Lilienfeld († 1329) verwendet Ulrich ältere typologische Literatur als Quellen, den Pictor in carmine (vor 1200), die Rota in medio rotae, das Speculum humanae salvationis und vor allem die Biblia pauperum. Ulrichs monumentales Werk übertrifft jedoch seine Vorbilder bei weitem an Umfang. Bei der Bildgestaltung lehnt sich Ulrich an die Biblia pauperum an: der Antitypus ist in einem kreisrunden Medaillon dargestellt, das von vier kleineren Medaillons mit Darstellungen von Propheten umgeben ist. Beim Typus geht Ulrich eigene Wege: zwei Szenen aus dem Alten Testament sind in rechteckigen Feldern unterhalb des Antitypus dargestellt. Zwei weitere rechteckige Felder darunter enthalten Szenen aus der Natur: hauptsächlich (angebliche) Verhaltensweisen von Tieren einschließlich allerhand Fabelwesen, manchmal auch Eigenschaften von Pflanzen und andere Naturphänomene. Die Naturszenen werden ebenfalls auf die entsprechende im Antitypus dargestellte Begebenheit bezogen – für heutige Leser oft wenig überzeugend. Als Quellen für die Naturbeispiele verwendete Ulrich hauptsächlich Enzyklopädien aus dem 13. Jahrhundert: den Liber de natura rerum des Thomas von Cantimpré, das Speculum maius des Vinzenz von Beauvais und den Liber de proprietatibus rerum des Bartholomaeus Anglicus.
Die ganzseitigen Miniaturen befinden sich auf der Verso-Seite des Blattes, der erläuternde Text auf der darauf folgenden Recto-Seite, sodass bei aufgeschlagenem Buch links das Bild und rechts der dazugehörige Text zu sehen ist. Der Text folgt der Gestaltung der Bildseiten: Oben steht in einer Spalte über die gesamte Seitenbreite eine kurze Beschreibung des Antitypus, darunter in zwei Spalten unter der Überschrift Vetus testamentum (Altes Testament) eine Erläuterung der beiden alttestamentarischen Typen, und darunter die mit Natura überschriebenen Erläuterungen der Naturbeispiele.

## Inhaltsübersicht
Neben den typologischen Hauptteilen enthält die Handschrift noch einige großteils illustrierte Abschnitte vermischten Inhalts:
- fol. 1r: Baum der acht Seligpreisungen.
- fol. 1v: Baum der sieben Werke der Passion.
- fol. 2r: Prolog Ulrichs zu den Concordantiae caritatis.
- foll. 2v–155r: Erster Hauptabschnitt: Temporale. 153 (von ursprünglich 156) Bildgruppen zu den Sonntagen und Hochfesten des Kirchenjahres (de tempore), beginnend mit dem Advent. Je ein Blatt nach fol. 24, 116 und 125 ist verloren gegangen.
- foll. 155r–156v: Inhaltsangabe des Speculum humanae salvationis.
- foll. 157v–230r: Zweiter Hauptabschnitt: Sanctorale. 73 Bildgruppen zu Heiligenfesten (de sanctis), ebenfalls in der Reihenfolge der Heiligenfeste im Kirchenjahr, beginnend mit dem heiligen Andreas (30. November).
- foll. 230v–249r: Weitere typologische Abschnitte:
  - foll. 230v–234r: Vier Bildgruppen zu Kirchweihe und zur Primiz sowie zum Jüngsten Gericht
  - foll. 234v–239r: Fünf Bildgruppen zum Commune sanctorum (Apostel, Märtyrer, Bekenner, Jungfrauen).
  - foll. 239v–249r: Zehn Bildgruppen zu den Zehn Geboten. In den Naturbeispielen ist jeweils eine der Ägyptischen Plagen dargestellt.

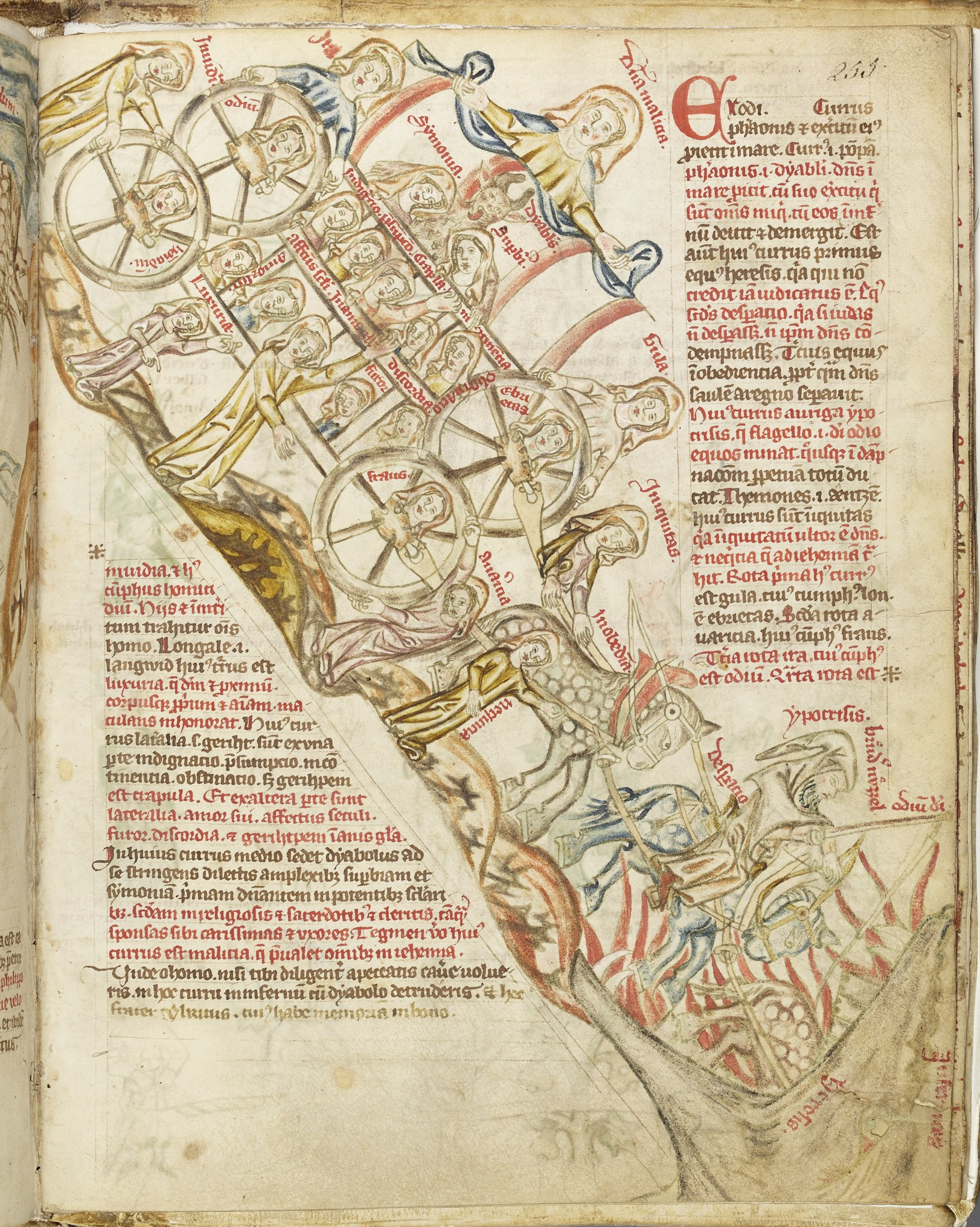
Lilienfelder Concordantiae caritatis (CLi 151) fol. 255r: Der Lasterwagen fährt zur Hölle.

- foll. 249v–263r: Tugend- und Lasteranhang
  - foll. 249v–252v: „Etymachietraktat“: Der Kampf zwischen den sieben Todsünden und den sieben Kardinaltugenden wird als ritterliche Zweikämpfe dargestellt. Erhalten sind die Kämpfe zwischen superbia und humilitas (Hochmut und Demut), zwischen avaricia und largitas (Habgier und Freigebigkeit) und luxuria und castitas (Wollust und Keuschheit). Vom Kampf zwischen ira und patientia (Zorn und Geduld) ist nur die Darstellung des Zorns erhalten, der auf einem wutschnaubenden Eber reitet. Die Darstellung der Geduld fehlt durch Blattverlust, ebenso wie die Kämpfe zwischen invidia und caritas, gula und temperantia, accidia und devotio (Neid und Liebe, Völlerei und Mäßigung, Trägheit und Hingabe).
  - fol. 253r: Miles Christi, der Ritter Christi ist von Tugenden umgeben.
  - foll. 254v–255r: Tugend- und Lasterwagen (currus Israel und currus Pharaonis): die Tugenden ziehen den currus Israel gen Himmel, während der Lasterwagen des Pharao auf den Höllenschlund zusteuert.
  - foll. 255v–256r: Konkordanztabellen zu den Todsünden, wo jeder Todsünde ein Tier, eine Pflanze, ein Körperteil, ein Dāmon und ein barbarisches Volk entsprechen. Die Bildüberschriften sind lateinisch, die Texte dazu jedoch mittelhochdeutsch. Darunter steht auf Latein die Verfasserangabe Hec Ulricus.
  - foll. 256v–257r: Rat der Vögel: Zwei Bäume mit Vögeln in den Ästen mit mittelhochdeutschen Texten
  - foll. 257v–258r: Baum der zwölf Lebensalter.
  - fol. 258v: Turris virtutum (Turm der Tugenden) mit lateinischen und mittelhochdeutschen Texten. Darunter wieder eine Verfasserangabe Hec frater Ulricus.
  - fol. 259r: Tafel mit Moralgeboten (lateinisch und mittelhochdeutsch).
  - foll. 259v–260r: Baum der 21 schlechten und der 21 guten Menschen.
  - foll. 260v–262r: Sieben Bäume der Todsünden und Kardinaltugenden.
  - fol. 262v: Baum der zwölf Artikel des Glaubensbekenntnisses.
  - fol. 263r: Baum der sieben Bitten des Vaterunser.

## Schreiber und Illustratoren

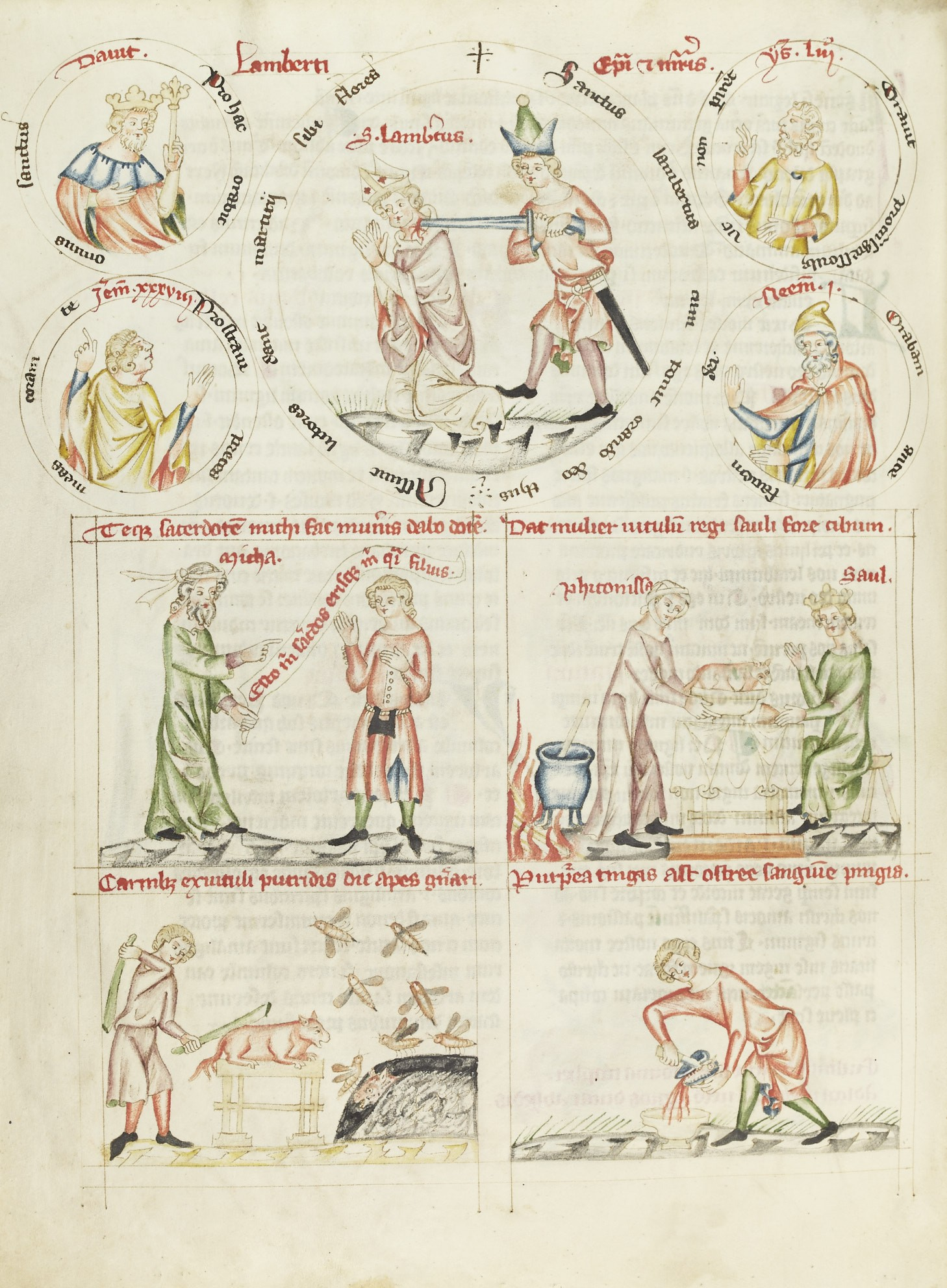
Lilienfelder Concordantiae caritatis (CLi 151) fol. 213v: der heilige Lambert, ein Werk des Hauptmeisters

Die kolorierten Federzeichnungen zum typologischen Hauptteil der Handschrift stammen zum überwiegenden Teil von einem einzigen Illustrator, dem Hauptmeister, der Ulrichs Vorgaben getreu umsetzt. Seine Figurengruppen weisen oft wenig Dynamik auf, auch haben fast alle seiner Figuren denselben unbeweglichen Gesichtsausdruck, der einem starren Lächeln gleicht.
Nur drei Bildseiten wurden vom sogenannten fortschrittlichen Meister ausgestaltet (fol. 80v: Gefangennahme Christi; fol. 81v: Petrus und Malchus; fol. 96v: der gekreuzigte Christus und die beiden Schächer), diese sind jedoch von wesentlich höherer Qualität als die des Hauptmeisters. Allerdings ist dem fortschrittlichen Meister ein schwerer Fehler unterlaufen: eines der Naturbeispiele zur Kreuzigung ist ein „Eselskentaur“, onocentaurus, nach den Angaben Ulrichs ein Menschenleib mit Eselskopf, den er irrtümlich als Eselskörper mit Menschenkopf darstellte. Der Schreiber versuchte, den Irrtum zu korrigieren, indem er den Menschenkopf mit caput asini (Eselskopf) und den Körper mit corpus hominis (Menschenkörper), beschriftete.
Zwei weitere Meister haben den Anhang zu Tugenden und Lastern illustriert. Meister 3 wird von Martin Roland als Ulrich selbst identifiziert, der auch einige Figuren zu den Illustrationen des Hauptteils beisteuerte (fol. 9v, 92v, 139v).
Die Textseiten wurden von mehreren Schreibern angefertigt, wobei hauptsächlich eine Textualis verwendet wurde. Roland identifiziert acht verschiedene Schreiber, wobei er den Anfang bis fol. 22r und einige andere Teile der Handschrift Ulrich selbst zuschreibt.

## Beschreibung der Handschrift

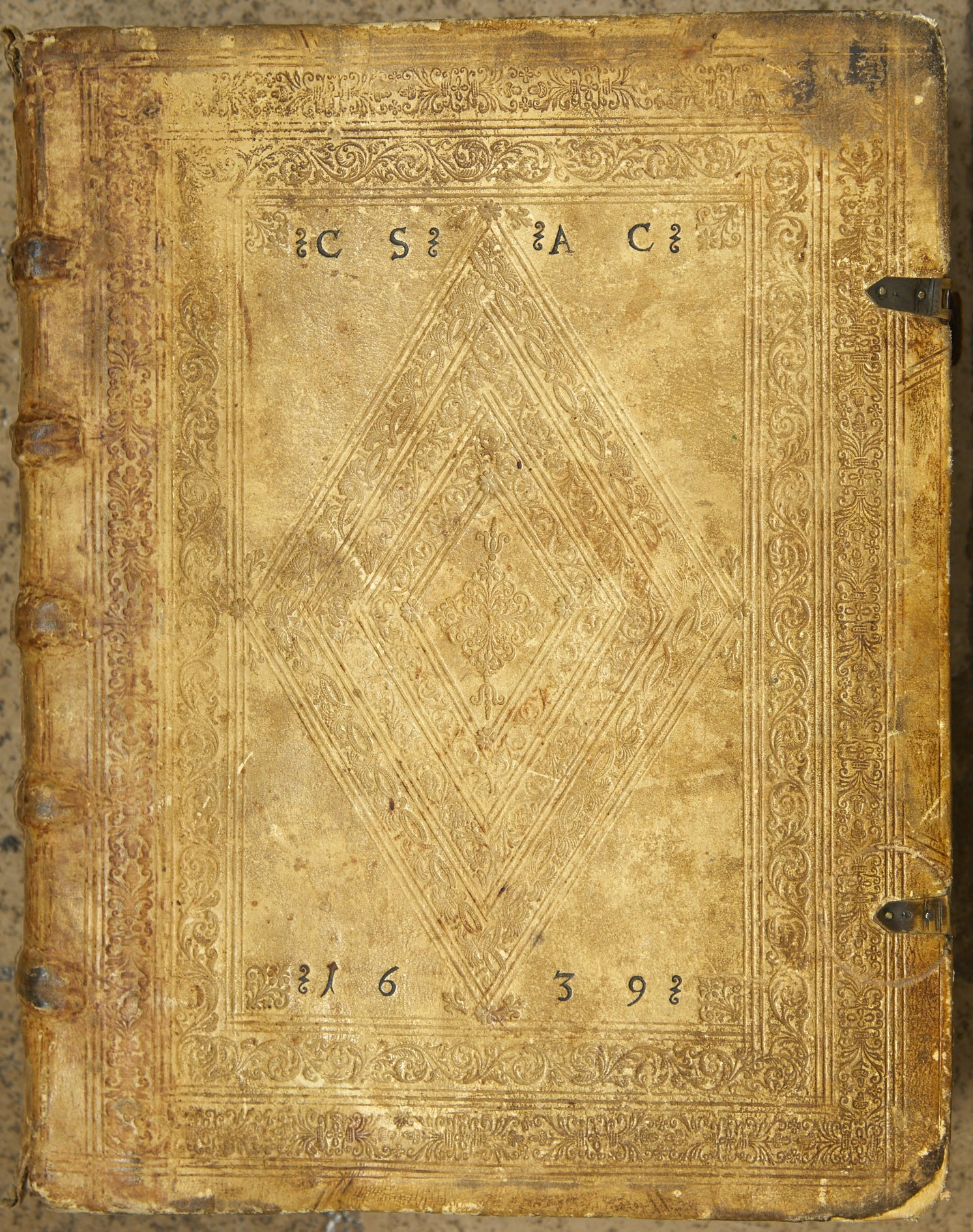
Lilienfelder Concordantiae caritatis (CLi 151): vorderer Einbanddeckel mit den Initialen des Abtes Cornelius Strauch und der Jahreszahl 1639

Der Foliant besteht aus 263 (von ursprünglich 270) Pergamentblättern der Größe 35 × 27/28 cm. Der heutige Einband aus hellem Leder über Holzdeckeln stammt von einer Neubindung unter Abt Cornelius Strauch im Jahr 1639.

## Weitere illustrierte Handschriften derConcordantiae caritatis

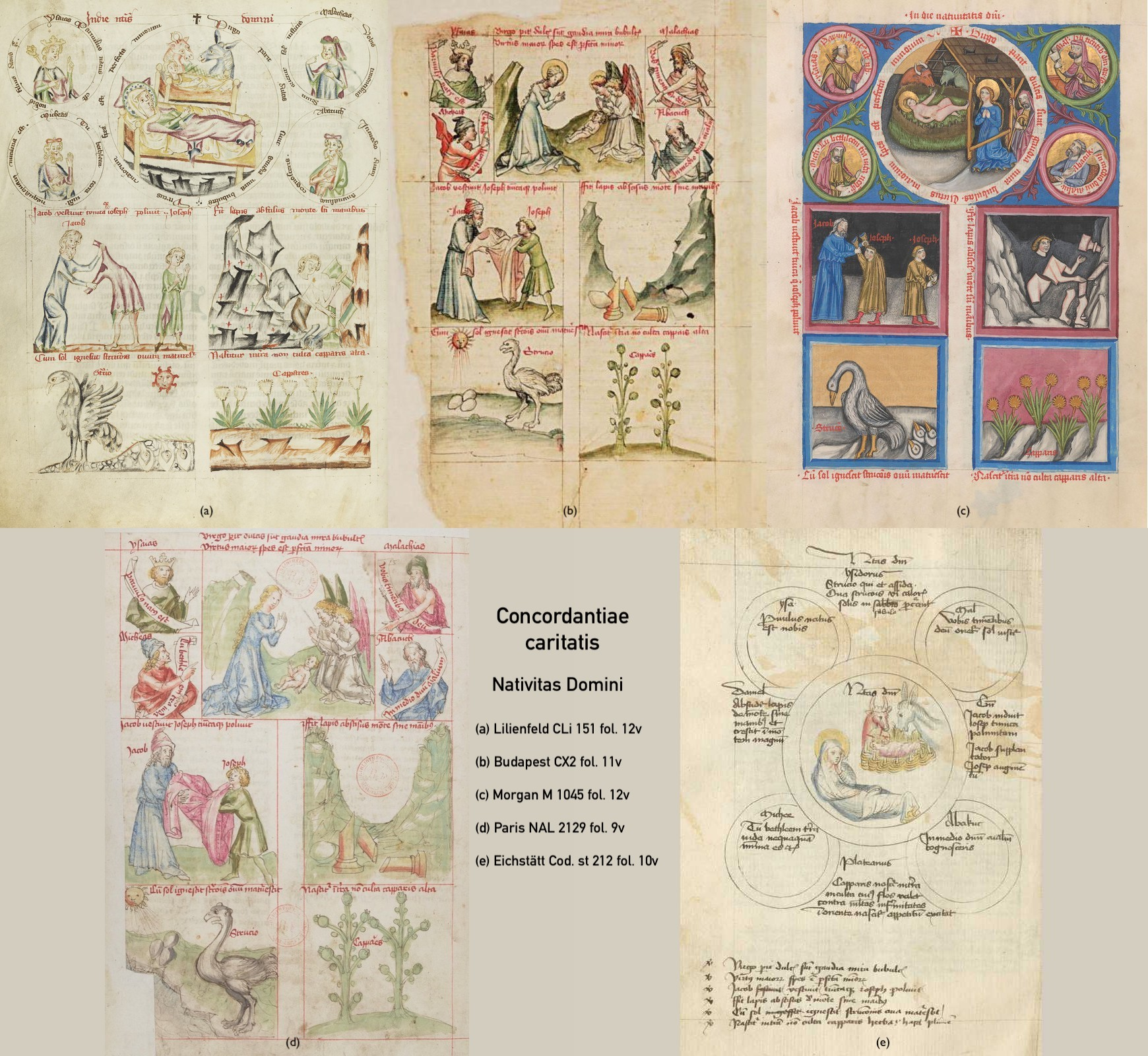
Vergleich der Weihnachtsszene (Nativitas Domini) in fünf Handschriften der Concordantiae caritatis

- Codex CX 2 in der Zentralbibliothek der ungarischen Provinz des Piaristenordens in Budapest. Die Papierhandschrift mit kolorierten Federzeichnungen wurde nach dem Kolophon am 29. Mai 1413 vom Wiener Bürger Stephanus Lang fertiggestellt. Sie enthält – von einigen Blattverlusten abgesehen – den vollständigen Bilderzyklus. Die Zeichner sind dem Lilienfelder Vorbild recht frei umgegangen: so wurde das Layout geändert: der Antitypus mit den Prophetenbildern wird nicht in runden Medaillons dargestellt, sondern ebenfalls in rechteckigen Feldern.
- Codex M 1045 der Pierpont Morgan Library in New York. Diese in Wien im dritten Viertel des 15. Jahrhunderts hergestellte Pergamenthandschrift wurde bis fol. 128 mit Deckfarbenmalereien ausgeschmückt, danach mit höchst qualitätsvollen Federzeichnungen.
- Nouv. acq. lat. 2129 in der Bibliothèque nationale de France in Paris, 1471 im Schottenstift in Wien hergestellt, ist eine Abschrift des Budapester Codex.[5]
- Cod. st. 212 in der Universitätsbibliothek Eichstätt. Diese als „Eichstätter Evangelienpostille“ bekannte Handschrift entstand im 1. Viertel des 15. Jahrhunderts im Bettelordensmilieu Bayerns. Sie enthält nur das Temporale, die Federzeichnungen beschränken sich auf den Antitypus, die Darstellungen der Vorbilder aus dem Alten Testament und der Naturbeispiele fehlen.[6][7]
- Clm 8832 in der Bayerischen Staatsbibliothek München, von der Eichstätter Handschrift abhängig.[8]
- Latin MS 69 in der John Rylands Library in Manchester: Fragment mit 44 Szenen.[9]